# Autumn Crocus
Autumn Crocus is een dramafilm uit 1934, gebaseerd op het gelijknamige toneelstuk van C.L. Anthony alias Dodie Smith, met Ivor Novello en Fay Compton in de hoofdrollen. De film werd in de Ealing Studios opgenomen onder het directeurschap van Basil Dean. Het was de laatste film waarin Ivor Novello speelde; nadien deed hij enkel nog musicals en toneelstukken en schreef hij zelf. Fay Compton was reeds in de theaterversie van Autumn Crocus opgetreden. Het verhaal speelt zich grotendeels in Tirol af, en hier en daar wordt in de film Duits gesproken, al spreekt Novello veeleer met een Italiaans accent. Hij maakt tevens een grammaticale fout: in een bepaalde scène zegt hij auf dem große Wiese (correct is: auf der großen Wiese). De Ierse operazanger Frederick Ranalow speelde mijnheer Feldmann; zijn vrouw werd door Mignon O’Doherty vertolkt, die in de film echter nauwelijks spreekt.

## Verhaal
Jenny Gray is lerares op een lagere school te Manchester. Ze leert de kinderen onder andere folkliedjes uit de wijde wereld zingen. Het is het eind van het schooljaar en Jenny en haar vriendin Edith willen op vakantie gaan; Edith heeft een masterdiploma en onderwijst onder andere wiskunde. Zowel Jenny als Edith zijn vrijgezel. Edith wil naar Parijs, München en Venetië, maar Jenny wil dolgraag Tirol bezoeken; Edith is ertegen om budgettaire redenen. Wanneer de nagenoeg dove juffrouw Travis hen naar Venetië wil vergezellen, wordt Edith ietwat coulanter: ze zullen een paar dagen in Tirol blijven om het treffen met haar uit te stellen.
Edith en Jenny gaan naar Tirol en bezoeken een afgelegen dorpje, waar een plaatselijk volksfeest aan de gang is. Edith voelt weinig voor de lokale folklore, maar Jenny is er meteen verzot op. Ze nemen hun intrek in een lokaal hotel dat door de heer Steiner wordt geëxploiteerd. In het hotel verblijven ook pastoor Mayne en zijn buitengewoon preutse zuster, die aanstoot neemt aan een ander koppel, Alaric en Audrey, die niet gehuwd zijn, maar daarentegen aanhangers van de psychoanalyse, en die juffrouw Mayne graag provoceren.
’s Avonds haalt Jenny een kom warm water bij mijnheer Steiner; ze heeft haar bril afgezet en ziet er volgens Steiner nu veel jonger uit. Er ontstaat een soort aantrekkingskracht tussen de beiden. ’s Anderendaags vult ze op het officiële aanmeldingsformulier in dat ze 29 is, en Steiner geeft haar een rondleiding door het dorp. Ze bezoeken een skelet in een oud kerkje, en hij legt haar uit dat dit hem er steeds weer aan herinnert dat hij blij is dat hij leeft. Jenny wordt verliefd op mijnheer Steiner. Hij wil haar overreden om langer te blijven, maar de zakelijk ingestelde Edith is radicaal tegen een langer verblijf.
Die avond is er een intiem onderonsje in het hotel, wanneer de pastoor hen alarmeert dat zijn zuster verdwenen is. Net op het moment dat Steiner de politie wil verwittigen, duikt ze stomdronken en uitgeput in het hotel op. Ze heeft een berg beklommen en bovenaan veel bier gedronken. Ze bieden haar nog een glaasje aan en Audrey brengt haar naar bed. De gezelligheid wordt na dit incident verdergezet: Jenny zingt op verzoek van Steiner het folkliedje Searching for Lambs. Vervolgens komt mijnheer Feldmann aan de beurt, een oudere gast in het hotel, die Im wunderschönen Monat Mai uit de cyclus Dichterliebe van Robert Schumann zingt. Op twee belendende balkons spelen Jenny en Steiner een scène uit Romeo en Julia na. Hij vraagt haar om hem de volgende ochtend, vóór het vertrek van Jenny en Edith, halverwege op een berg te ontmoeten.
’s Anderendaags, vroeg in de morgen, wandelt Jenny door het bergdorpje en is vastberaden, niet te vertrekken. Ze ontmoet Steiner aan een kapelletje op een bergweide. Na een luchtig gesprek vermeldt hij terloops zijn vrouw. Jenny is geschokt en barst in tranen uit. Steiner dacht dat ze wist dat hij gehuwd was; hij wil haar overreden om bij hem te blijven, want hij geeft toe dat hij ook op haar verliefd is. Ze vertelt hem dat ze geen 29, maar 34 is en niets liever wil dan met Steiner te trouwen, maar Steiner verklaart dat echtscheiding in het katholicisme niet bestaat. De bloemen waarop ze zitten, zijn herfsttijloos, in het Engels autumn crocus genoemd; Steiner noemt Jenny een krokus van de herfst. Ze kan, zo zegt hij, misschien ook elk jaar naar Tirol terugkomen.
Edith pakt haar koffers, want de bus is in aantocht, en ze moeten juffrouw Travis in Venetië ontmoeten; Jenny zegt dat ze niet meegaat. Dan daagt Edith dat wellicht mijnheer Steiner de reden is waarom ze wil blijven. Jenny noemt Edith wreed en boosaardig, maar Edith verklaart dat dat niet haar bedoeling is, en vraagt Jenny om eens grondig na te denken over de implicaties van haar besluit. Immers, het gehele dorp zou vroeg of laat van de buitenechtelijke affaire op de hoogte zijn, en het zou Jenny’s reputatie geen goed doen, noch bevredigend zijn, alleen maar met een getrouwde man om te gaan.
Wanneer de bus voor de deur van het hotel staat, wil Steiner Jenny overhalen om te blijven. Na een innerlijke tweestrijd besluit ze te vertrekken; Steiner stuurt haar nog een bos bloemen na. In de laatste scène van de film zit Jenny weer voor haar klas in Manchester en zingt een folkliedje vóór een schilderij van Tirol.

## Rolverdeling
| Acteur            | Personage      |
| ----------------- | -------------- |
| Ivor Novello      | Herr Steiner   |
| Fay Compton       | Jenny Gray     |
| Esme Church       | Edith          |
| Frederick Ranalow | Herr Feldmann  |
| Muriel Aked       | juffrouw Mayne |
| George Zucco      | pastoor Mayne  |
| Jack Hawkins      | Alaric         |
| Diana Beaumont    | Audrey         |
| Gertrude Gould    | Frau Steiner   |
| Mignon O’Doherty  | Frau Feldmann  |